# 温宿州
温宿州，中国清朝末年设置的州。
光绪八年（1882年）置，治所在今阿克苏市。直属甘肃省。十年改属新疆省。辖境相当今新疆维吾尔自治区阿克苏、阿瓦提、阿拉尔、温宿、拜城等市县。二十八年（1902年）升为温宿府。